# Kvindernes Peronistparti
Kvindernes Peronistparti (spansk: Partido Peronista Femenino) var kvindernes del af partiet Partido Justicialista i Argentina. Det blev dannet af Eva Peron i slutningen af 1940'erne. På den tid  partiet blev dannet, var kvinderne meget fraværende fra den politiske scene i Argentina, og havde ikke fået stemmeret. 
Efter Eva Perons død tog Delia Parodi lederskabet indtil militærkuppet i 1955.
| Historie | Spire Denne historieartikel er en spire som bør udbygges. Du er velkommen til at hjælpe Wikipedia ved at udvide den. |